# Гімн Казахської РСР
Гімн Казахської ССР (каз. Қазақ КСР әнұраны) — був державним гімном радянського Казахстану і використовувався з 1945 до 1992 рік. Музика гімну зберігалася в гімні Казахстану до 2006 року. Музика написана М. Тулебаєвим, Є. Брусиловським та Л. Хамеді. Слова — А. Тажибаєва, Х. Мухамеджанова і Г. Мусрепова.

## Текст
| Текст (казахською) Біз қазақ ежелден еркіндік ансаған, Бостандық өмір мен ар үшін қиған жан. Торлаған тұманнан жол таппай тұрғанда, Жарқырап Лениндей күн шығып, атты таң. Қайырмасы: Жасасын Советтер Одағы, Жеткізген еркіндік, теңдікке, Бастайтын елдерді бірлікке, Жеңіске, шаттыққа, ерлікке! Дақ салмай Лениннің жеңімпаз салтына, Ұрпағы қосты даңқ Отанның даңқына, Одақтас, ұрғандас елдердің қамқоры, Көп алғыс айтамыз ұлы орыс халқына. Іргелі мемлекет, ерікті болдық ел, Достықпен, бірлікпен жайнайды туған жер. Еңбекте, майданда, жеткізген жеңіске, Данышпан партия — сүйікті кемеңгер. |